# Mórahalom
Mórahalom ist eine ungarische Stadt im gleichnamigen Kreis im Komitat Csongrád-Csanád.

## Geografische Lage
Mórahalom liegt im südlichen Teil Ungarns, 20 Kilometer südwestlich des Komitatssitzes Szeged und grenzt im Süden an Serbien. Nachbargemeinden sind Ásotthalom, Zákányszék, Domaszék und Röszke. Jenseits der Grenze liegen die serbischen Orte Horgoš (Хоргош) und Bački Vinogradi (Бачки Виногради).

## Städtepartnerschaften
Es bestehen folgende Städtepartnerschaften:
- Chamerau, Deutschland
- Evje og Hornnes, Norwegen
- Fiumalbo, Italien
- Jimbolia, Rumänien
- Pievepelago, Italien
- Sânmartin (Harghita), Rumänien
- Темерин, Serbien
- Uniejów, Polen

## Verkehr
In Mórahalom treffen die Landstraßen Nr. 5443, Nr. 5511, Nr. 5512 und Nr. 5514 aufeinander, nördlich der Stadt verläuft die Hauptstraße Nr. 55. Der nächstgelegene Bahnhof befindet sich in Szeged. Durch Mórahalom verläuft der europäische Radwanderweg Iron Curtain Trail (EV13) (ICT).